# The Strand Magazine
The Strand Magazine fue una revista mensual compuesta de historias ficticias y artículos objetivos fundada por George Newnes. Fue publicada en el Reino Unido de enero de 1891 a marzo de 1950, llegando a publicarse 711 números, aunque el primer número se sacó a la venta poco antes de Navidad. La revista obtuvo rápidamente una gran popularidad, con unas ventas iniciales de 300.000 ejemplares. Las ventas subieron en los primeros meses, hasta llegar a los 500.000 ejemplares mensuales, que se mantuvieron hasta los años 30. Fue editada por Herbert Greenhough Smith de 1891 hasta 1930.

## Ficción

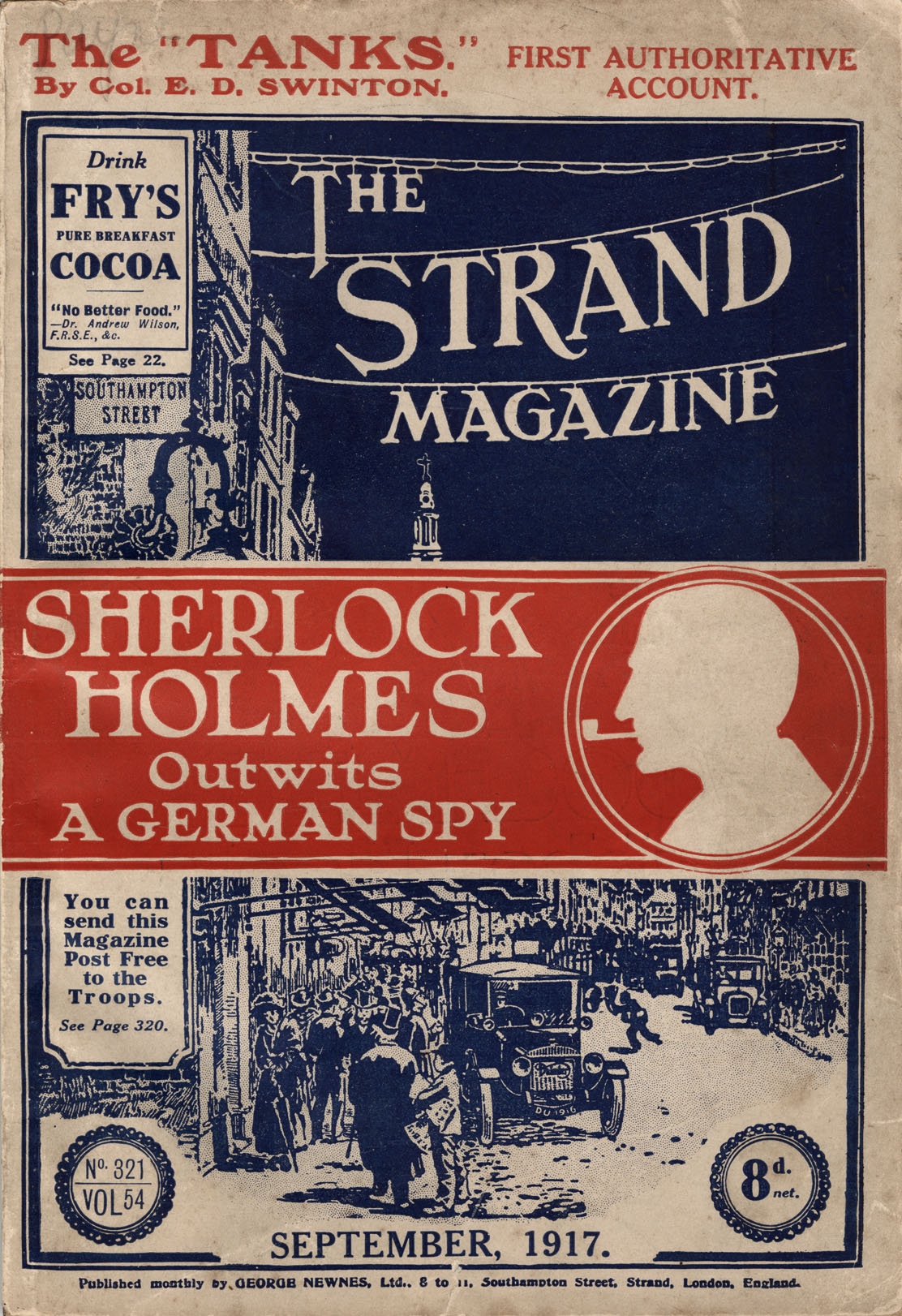
Cubierta de The Strand Magazine, vol. 65, nú. 321, Septiembre 1917.

Las historias cortas de Sherlock Holmes escritas por Arthur Conan Doyle fueron publicadas por primera vez en The Strand Magazine con ilustraciones de Sidney Paget. Con la publicación de El perro de los Baskerville de Doyle, las ventas se dispararon. Los lectores hicieron cola delante de las oficinas de la revista para conseguir el siguiente número. Las aventuras de A. J. Raffles, "un caballero ladrón", escritas por Ernest William Hornung aparecieron por primera vez en The Strand Magazine a finales del siglo XIX. Otros célebres autores que escribieron en la revista son Grand Allen, Margery Allingham, H. G. Wells, E. C. Bentley, Agatha Christie, C.B. Fry, Walter Goodman, E. Nesbit, W.W. Jacobs, Rudyard Kipling, Arthur Morrison, Dorothy L. Sayers, Georges Simenon, Edgar Wallace, Max Beerbohm, P.G. Wodehouse, Dornford Yates e incluso Winston Churchill. Una vez apareció en la revista un dibujo de la Reina Victoria y uno de sus hijos, con el permiso de ambos.

## Rompecabezas
Además de las historias de ficción y las ilustraciones, The Strand Magazine también fue conocido durante un tiempo por sus innovadores rompecabezas, en una columna llamada "Perplexities" (Perplejidades) escrita por primera vez por Henry Dudeney. Dudeney introdujo muchos conceptos nuevos al mundo de los rompecabezas. En 1926, Dudeney escribió un artículo, “La psicología de la moda de los rompecabezas” que reflejaba y analizaba la popularidad de esos trabajos. Él editó "Perplexities" desde 1910 hasta su muerte en 1930. Después, G.H. Savage pasó a ser el editor de la columna, luego se le unió W.T. Williams, quien, en 1935, realizó el crucigrama más conocido de la actualidad.

## Cubierta
La cubierta de la revista es una ilustración mirando al este, en el Strand de Londres, con la iglesia de St Mary-le-Strand al fondo y el título suspendido en cables de telégrafo. Fue diseñada por el artista y diseñador victoriano Georges Charles Haité. La cubierta inicial aparecía una placa en la esquina que rezaba "Burleigh Street" el nombre de la calle donde estaban las oficinas originales de la revista. El diseño de la placa se cambió cuando Newnes se mudó a Southampton Street. Una variación del mismo diseño apareció en la cubierta de un título hermano, "The Strand Musical Magazine".

## Últimos días
Después de un cambio de formato para un tamaño más pequeño de la revista en octubre de 1941, The Strand Magazine dejó de publicarse finalmente en marzo de 1950, forzada a abandonar el mercado por poca circulación y el aumento de los costes, su último editor fue Macdonald Hastings, distinguido periodista de guerra y luego reportero de televisión y colaborador al cómic Eagle. 
The Strand Magazine volvió a publicarse en 1998 y ha publicado historias de ficción de escritores famosos como John Mortimer, Ray Bradbury, Alexander McCall Smith, Ruth Rendell, Colin Dexter y Edward Hoch.